# Bersa
Bersa S.A. es una empresa manufacturadora de armas portátiles argentina, localizada en la ciudad de Ramos Mejía, Partido de La Matanza, Provincia de Buenos Aires, Argentina. En un principio fundada con el nombre de Tecnofres en 1958 y cambiaria su nombre por el de BERSA S.R.L. en el año 1962 siendo las siglas BERSA el resultado de la unión de las letras de los nombres de los socios fundadores, Benso Bonadimani, Ercole Montini y Savino Caselli.

## Historia

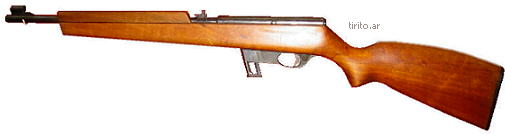
Rifle Bersa calibre .22 LR

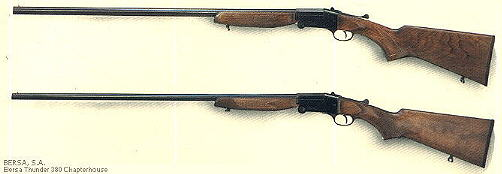
Escopetas fabricadas por Bersa

La empresa nació con la asociación de un grupo de inmigrantes italianos que llegaron a la Argentina durante la década de 1950, ellos eran Benso Bonadimani proveniente de Cologna Veneta, Ercole Montini, llegado desde Brescia y Savino Caselli nacido en un pueblo cercano a Ivrea. Savino estudio en Ivrea y en 1940 comenzó a trabajar para la empresa Olivetti, que manufacturaba máquinas de escribir. En el año 1952 la dirección de Olivetti decidió instalar una planta de fabricación de sus productos en la Argentina y realizó una selección de personal, entre los cuales fue seleccionado Savino y viajó a la Argentina un año después donde consigue el puesto de Jefe del Taller de Matricería, que era el sector más importante de la planta.
Ercole Montini, quien había trabajado algunos años en Beretta con su hermano llegó a la Argentina como inmigrante en 1953 y una vez en el país instaló un pequeño taller, con una fresa y un torno para realizar trabajos en su tiempo libre. Dados sus antecedentes de Beretta la mayor parte de los encargos estaban relacionados con las armas, como la fabricación de repuestos difíciles de conseguir en el país. 
Savino tenía como costumbre diseñar dispositivos diversos, pero necesitaba un taller donde poder materializarlos. Así tomo contacto Ercole, quien le permitió usar su taller cuando estuviera fuera de la fábrica.
Hacia 1958 se le propuso a Ercole la fabricación de una gran número de piezas para un arma. Pero la cantidad requerida por el cliente excedía las capacidades del pequeño taller, por eso le solicitó ayuda a Savino. Además de personal y maquinaria, necesitarían un hombre de confianza que controlara el proceso mientras ambos estaban ausentes. Por este motivo contactaron a Benso, quien solo contaba con 20 años de edad, para la tarea. Los tres formaron una sociedad que bautizaron Tecnofres, semillero de lo que luego sería BERSA.

### Primeras Armas
Tecnofres estuvo activa sin problemas durante un año. Sin embargo, luego de ese lapso, se encontraron con que no podían sostener el taller y pagar los sueldos y créditos por la maquinaria.
Si la joven empresa quería seguir con vida, debía encontrar un nuevo negocio rentable que la mantuviera a flote y fue en ese momento cuando a Savino se le ocurrió la posibilidad rediseñar y fabricar un arma propia. Savino fue enviado de regreso a Italia por Olivetti, Savino adquirió una pistola Beretta calibre .22 (probablemente una Beretta M34), la cual desarmo y estudio detenidamente para entender su funcionamiento.
Posteriormente, la rediseñó para adaptarla a los medios de producción con los que contaba el y sus socios. A su diseño original le agregó detalles estilísticos inspirados en la pistola Beretta 70, cuyos planos de diseño pudo ver en la planta de Brescia. El prototipo de la nueva pistola se terminó en solo cuarenta días, gracias a la colaboración de otros obreros de Olivetti que estaban en huelga.
El resultado fue la pistola BERSA Modelo 60, la cual tuvo una excelente aceptación ante la falta de competencia dentro del mercado argentino de esa clase de armas hechas al estilo europeo. Este éxito inicial motivo el aumento de la producción y el diseño de nuevo modelos como el Modelo 62 y Modelo 64. Hacia el año 1962 la sociedad cambió su nombre por el de BERSA S.R.L.
Actualmente la empresa se concentra en la producción de pistolas, con una producción anual que llega a los 60.000 ejemplares, alcanzando las 6500 unidades mensuales. En toda su historia se han fabricado 725.000 armas, de las cuales se han exportado 345.000.

## Armas de la fábrica

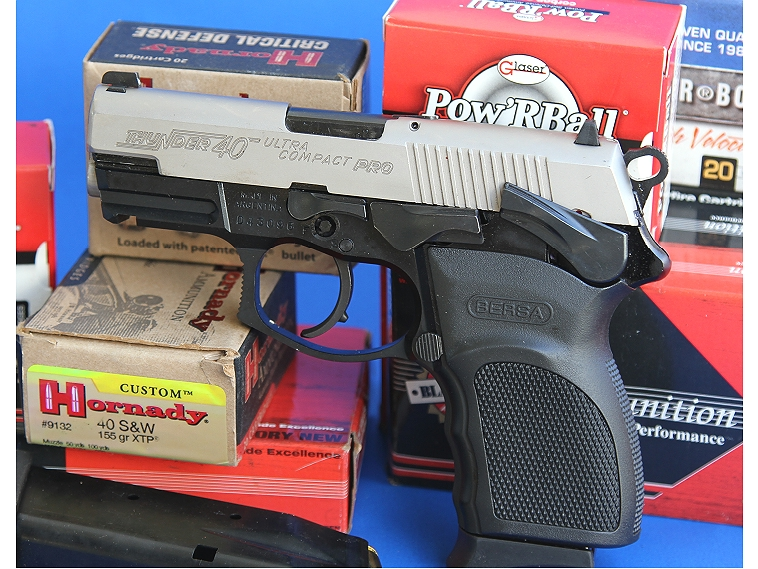
Bersa Thunder Ultra Compact 40

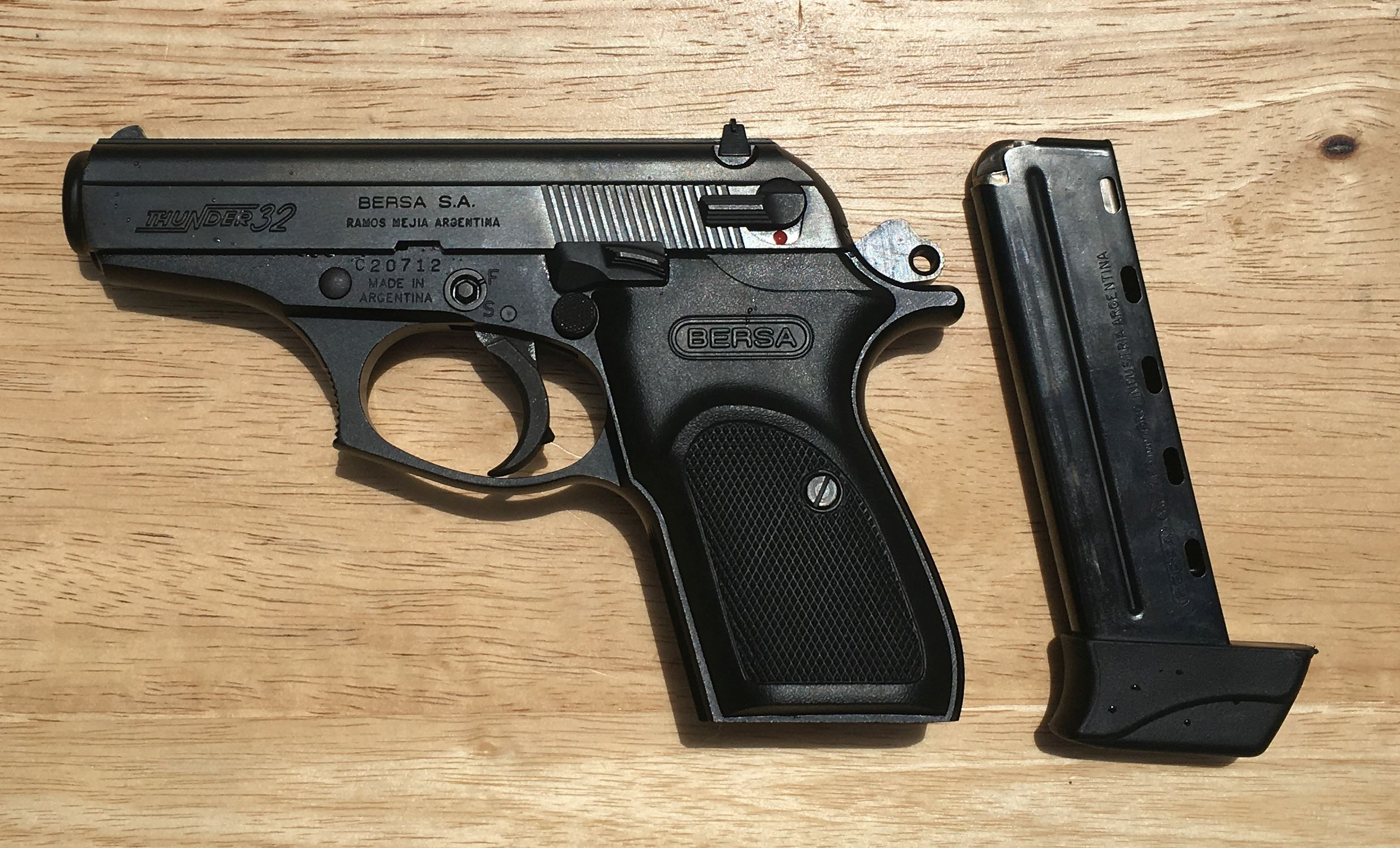
Bersa Thunder 32

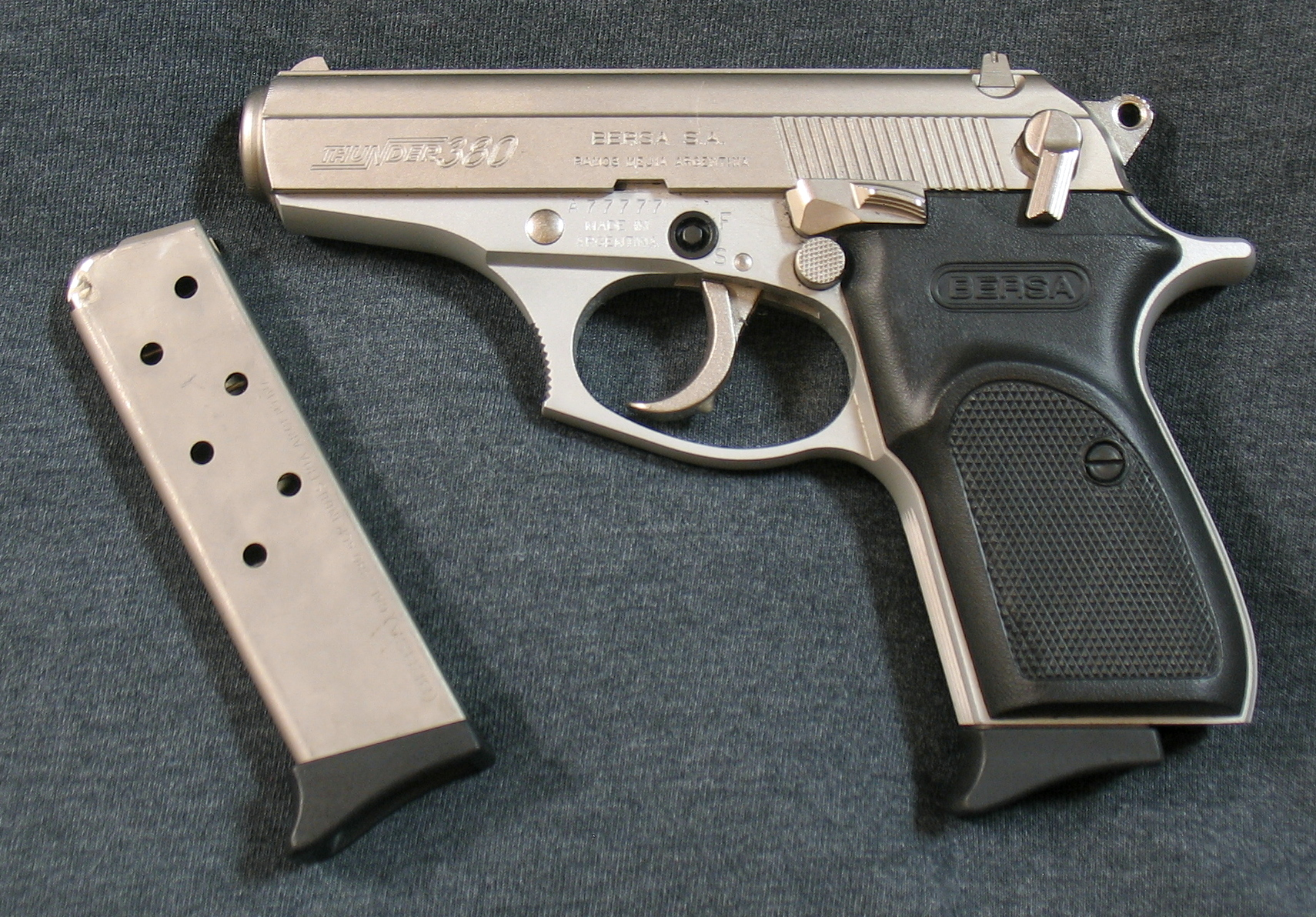
Bersa Thunder 380

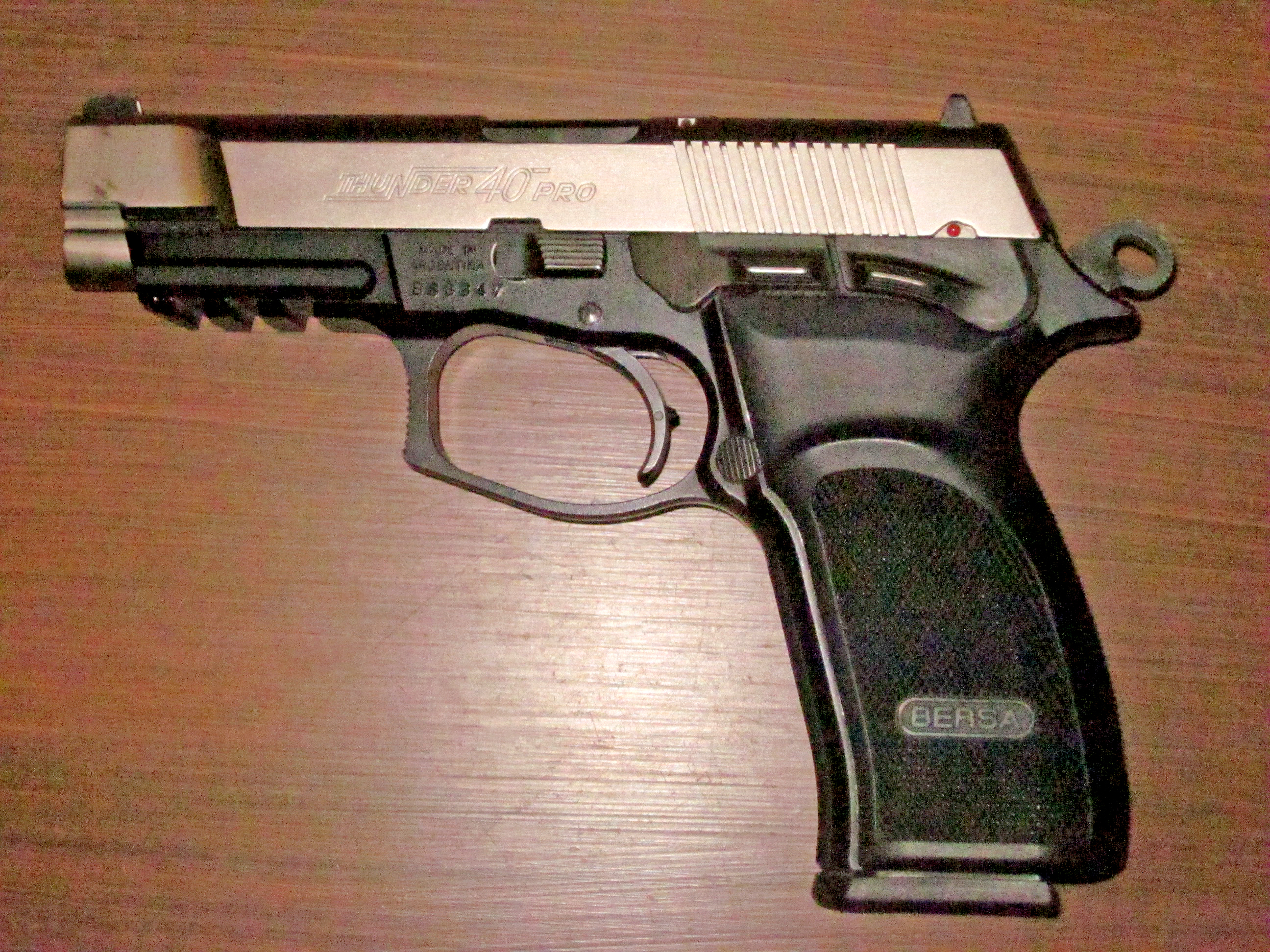
Bersa Thunder 40 Pro

### Pistolas
- Bersa Lusber 84 (calibre .32 ACP / 7.65 mm Browning)
- Bersa 83 (calibre .380ACP)(1988-1994)
- Bersa 73 (calibre .32 ACP / 7.65 mm Browning)
- Bersa Piccola 22 (calibre .22 corto)
- Bersa Thunder 22 (calibre .22lr)
- Bersa Thunder 22-6 (calibre .22lr)
- Bersa Thunder 22-4 (calibre .22lr)
- Bersa 62 (calibre .22lr)(1959-1978)
- Bersa 64 (calibre .22lr)(1959-1978)
- Bersa 644 (calibre .22lr)(1979-1982)
- Bersa 622 (calibre .22lr)(1979-1982)
- Bersa 622 LC (calibre .22lr)(1979-1982)
- Bersa 23 (calibre .22lr)
- Bersa 223 (calibre .22lr)(1983-1985)
- Bersa 224 (calibre .22lr)(1983-1985)
- Bersa 225 (calibre .22lr)(1983-1985)
- Bersa 226 (calibre .22lr)(1983-1985)
- Bersa 223DA (calibre .22lr)(1986-1988)
- Bersa 224DA (calibre .22lr)(1986-1988)
- Bersa 225DA (calibre .22lr)(1986-1988)
- Bersa 226DA (calibre .22lr)(1986-1988)
- Bersa 23DA (calibre .22lr)(1989-1994)
- Bersa 24DA (calibre .22lr)(1989-1994)
- Bersa 25DA (calibre .22lr)(1989-1994)
- Bersa 26DA (calibre .22lr)(1989-1994)
- Bersa Thunder 32
- Bersa Thunder 380 (calibre .380ACP)
- Bersa Thunder 380 Plus (calibre .380ACP)
- Bersa Thunder 380 Combat Plus (calibre .380ACP)
- Bersa 383 (.380ACP)
- Bersa Thunder 380 Concealed Carry (calibre .380ACP)
- Bersa Thunder 9 (calibre 9x19mm)
- Bersa Thunder 9 Pro (calibre 9x19mm)
- Bersa Thunder 9 Pro XT (calibre 9x19mm)
- Bersa TPR 9 (calibre 9x19mm)
- Bersa TPR 9C (calibre 9x19mm)
- Bersa TPR 9 X (calibre 9x19mm)
- Bersa TPR 9 T' (calibre 9x19mm)
- Bersa TPR 9 XT (calibre 9x19mm)
- Bersa TPR 9 FDE (calibre 9x19mm)
- Bersa TPR 9 XP (calibre 9x19mm)
- Bersa BP380CC (calibre .380ACP)
- Bersa BP9CC (calibre 9x19mm)
- Bersa BP40CC (calibre .40 S&W)
- Bersa Thunder 40 (calibre .40S&W)
- Bersa Thunder 40 Pro (calibre .40S&W)
- Bersa TPR 40 (calibre .40S&W)
- Bersa TPR 40C (calibre .40S&W)
- Bersa TPR 45C (calibre .45ACP)
- Bersa Thunder 9 Ultra Compact (calibre 9x19mm)
- Bersa Thunder 40 Ultra Compact (calibre .40S&W)
- Bersa Thunder 45 Ultra Compact (calibre .45ACP)
- Bersa Minithunder 9 (calibre 9x19mm)
- Bersa Minithunder 40 (calibre .40S&W)
- Bersa Minithunder 45 (calibre .45ACP)
- Bersa BP9 FULL SIZE (calibre 9x19mm)
- Bersa B1911 (calibre .45ACP)